# Ludowy Ruch Wyzwolenia Angoli – Partia Pracy
Ludowy Ruch Wyzwolenia Angoli – Partia Pracy (Movimento Popular de Libertação de Angola – Partido do Trabalho) – partia polityczna w Angoli powstała w 1956 roku jako ruch wyzwoleńczy. W 1975 roku ogłosiła niepodległość kraju, od tamtej pory pozostaje formacją rządową.

## Historia

### Utworzenie i początki partii
Partia została założona w 1956 roku z połączenia dwóch mniejszych organizacji nacjonalistycznych. W skład MPLA weszła założona w 1953 roku Partia na rzecz Zjednoczonej Walki Afrykańczyków w Angoli i Angolska Partia Komunistyczna założona w 1955. Na czele zjednoczonej organizacji stanęli działacze tacy jak: Mário Andrade, Ilidio Machado i Lúcio Lara. Początkowo działała nielegalnie, a jej kierownictwo znajdowało się na emigracji w Kongo. Skupiała różne grupy etniczne, jednak poparcie opierała na plemieniu Mbundu a centrum działalności było miasto Luanda. Głosiła hasła niepodległościowe i lewicowe. W 1960 roku zawarła umowę o współpracy ze Związkiem Ludności Angoli (organizacja została później przemianowana na Narodowy Front Wyzwolenia Angoli, w skrócie FNLA).

### Wojna o niepodległość
Do pierwszej akcji militarnego MPLA doszło 4 lutego 1961 roku. Wtedy to bojownicy w odwecie za masakry Angolczyków dokonywane przez Portugalię zaatakowali posterunek sił porządkowych i więzienie „São Paulo” w Luandzie. W nieudanej akcji zginęło około 40 bojowników MPLA. Od tamtego czasu wraz z FNLA i Narodowym Związku na rzecz Całkowitego Wyzwolenia Angoli (UNITA) walczyła z Portugalczykami w wojnie o niepodległość. W 1962 roku liderem partii został Agostinho Neto. Polityk zastąpił na tym stanowisku Viriato da Cruza. MPLA pod wodzą Neto przyjęła program niepodległej Angoli zakładający wprowadzenie systemu demokratycznego, równości rasowej, nacjonalizacji i likwidacji zagranicznych baz wojskowych. 
W 1965 roku przywódca MPLA spotkał się z rewolucjonistą Ernesto Guevarą, wynegocjował u niego kubańską pomoc w postaci doradców wojskowych. MPLA w różnych okresach czasu otrzymało ponadto wsparcie zaopatrzeniowe ze strony Niemieckiej Republiki Demokratycznej, Czechosłowacji, Związku Radzieckiego, Szwecji, Libii, Tanzanii, Sudanu i Somalii.
Jeszcze w trakcie wojny o niepodległość zdarzało się jej uczestniczyć w starciach z innymi organizacjami wyzwoleńczymi. Walki rozpoczęły się, gdy oddział FNLA rozbił jeden z oddziałów MPLA, po czym wziął do niewoli, a następnie zabił 21 żołnierzy tej formacji. W 1972 roku Organizacja Jedności Afrykańskiej dążąc do zatrzymania walk wewnętrznych wymusiła na MPLA i FNLA powołanie wspólnej Rady Wyzwolenia Angoli z Holdenem Roberto na czele. Powołanie Rady nie zatrzymało jednak wzajemnych animozji. Także UNITA prowadziła zbrojne akcje przeciw MPLA, a nawet wchodziła w sojusze z Portugalczykami w celu zwalczania oddziałów tej organizacji.
Na początku lat 70. MPLA zostało zaatakowane (wydarzenie to było częścią południowoafrykańskiej wojny granicznej) przez apartheidowski rząd RPA, wskutek czego oddziały grupy musiały częściowo wycofać się na teren Konga. Południowoafrykańska interwencja spowodowana była wsparciem MPLA dla SWAPO, czyli organizacji niepodległościowej znajdującej się pod okupacją RPA kolonii - Namibii. W 1973 roku doszło do secesji grupy członków MPLA, którzy utworzyli odrębne oddziały liczące 1500 partyzantów. Tym samym MPLA straciło na jakiś czas wsparcie ze strony ZSRR (do czasu ponownego zjednoczenia grupy). MPLA zyskało natomiast dzięki prezydentowi Tanzanii wsparcie Chin, które udzielały pomocy MPLA do 1973 roku (po czym rozpoczęły wspieranie konkurencyjnej FNLA, a następnie UNITA).
W 1974 roku walki zakończył się na skutek rewolucji goździków w Portugalii – rząd rewolucyjny zapowiedział niepodległość Angoli. Przywódcy MPLA, UNITA i FNLA spotkali się ze sobą w Kenii 5 stycznia 1975 roku i zgodzili się zatrzymać walki między sobą. Utworzono też koalicyjny rząd przejściowy. Rząd koalicyjny natomiast szybko rozpadł się na skutek konkurencji między poszczególnymi frakcjami. W lipcu ponownie doszło do walk między frakcjami antykolonialnymi, władze w stolicy przejęła najsilniejsza MPLA, która utworzyła tam własny rząd i powołała do życia Ludową Republikę Angoli. Do MPLA należała jednopartyjna władza, a Agostinho Neto został w republice ludowej prezydentem.

### W niepodległym kraju
Ludowa Republika Angoli nie została uznana przez konkurencyjne FNLA i UNITA. Obie organizacje rozpoczęły z rządem wojnę domową. Kampania rebeliancka wsparta została przez rząd Zairu, RPA i Stany Zjednoczone. RPA (na prośbę rebeliantów) i Zair wysłały swoje wojska na teren Angoli, Stany Zjednoczone z kolei udzielały powstańcom wsparcia zaopatrzeniowego (robiły to ze względu na lewicowy charakter rządu MPLA). Z konfliktu jako pierwsza wycofała się FNLA, która została zmuszona do tego w drugiej połowie lat 70.. Do stycznia-marca 1976 roku siły republiki ludowej opanowały większość kraju, zmuszając przy tym siły RPA i Zairu do wycofania się z kraju. W tym samym roku rządzona przez MPLA republika ludowa została przyjęta do ONZ i OJA. 
W polityce zagranicznej MPLA prowadziła politykę współpracy z Kubą i ZSRR oraz tzw. państwami frontowym Afryki Południowej. W 1977 roku przyjęła doktrynę marksizmu i dodała do swojej nazwy człon Partia Pracy. W tym samym roku doszło do nieudanej próby zamachu stanu ministra spraw wewnętrznych, Nito Alvesa. Minister odrzucał umiarkowaną linię prezydenta Neto (ewolucyjny socjalizm, niezaangażowanie, równość praw wszystkich ras). Zamach nie udał się a w jego wyniku wyrzucono z partii rządzącej twardogłowych i proradzieckich działaczy. Po śmierci Neto w 1979 roku, władzę w państwie i partii objął José Eduardo dos Santos. Nowy lider stopniowo odchodził od marksizmu i nawiązywał bliższe relacje z Zachodem.
W 1990 zrezygnowała z marksizmu i przyjęła wolny rynek jako doktrynę gospodarczą. W 1991 roku doszło do reform, na mocy których w Angoli wprowadzono system wielopartyjny. Rok później odbyły się wielopartyjne wybory. W wyborach prezydenckich zwyciężył dos Santos, który wygrał je mając 1 953 335 głosów (49,57%). W wyborach parlamentarnych w 1992 roku partia uzyskała 2 124 126 głosów (53,74%, 129 mandaty). Wyborów nie uznała UNITA, która kontynuowała walkę z rządem aż do 2002 roku, gdy siły rebelianckie zostały pokonane przez rząd. W roku 2008 MPLA wygrała zdecydowanie wybory parlamentarne – otrzymując 82% oddanych głosów. Wybory zostały uznane przez międzynarodowych obserwatorów. Współcześnie partia reprezentuje program socjaldemokratyczny